# Neobisium phineum
Neobisium phineum är en spindeldjursart som beskrevs av Beier 1938. Neobisium phineum ingår i släktet Neobisium och familjen helplåtklokrypare.

## Underarter
Arten delas in i följande underarter:
- N. p. extensum
- N. p. phineum